# Manifiesto Debian
El Manifiesto Debian es el documento original que define la distribución de Linux Debian. Fue escrito en 1993 por Ian Murdock y revisado por última vez el 6 de septiembre de 2004. Hacía un llamamiento para una nueva distribución de Linux abierta.